# Awu
Awu je masivní a v současnosti nečinný 1 320 m vysoký stratovulkán, nacházející se v severní části indonéského ostrova Sangir Besar, největšího ostrova Sangihských ostrovů. Sopka leží na starší 4,5 km široké kaldeře. Vrcholový kráter má průměr přibližně 1 km a hloubku 172 m. Awu je jedna z nejničivějších sopek Indonésie, kumulativní počet obětí je přes 8 000. Vysoká „mortalita“ sopky je způsobena zničujícími pyroklastickými proudy a lahary, uvolňovanými během erupcí. K takovým událostem došlo v rocích 1711, 1812 (VEI 4), 1856, 1892, 1966 (VEI 4). Poslední erupce proběhla v srpnu 2004.